# Divine Enfant
Divine Enfant és una pel·lícula francesa dirigida, escrita i protagonitzada per Jean-Pierre Mocky, estrenada el 1989.

## Sinopsi
Una nena de 6 anys, Sarah, fuig del seu orfenat. No vol separar-se del seu gosset Toto, que li dona molt d'afecte. Després coneix a Aurélien Brada, un antic pilot de Fórmula 1, la carrera del qual es va veure truncada per un accident. Aurélien Brada decideix protegir la petita Sarah mentre fuig. En el seu camí es troben amb diversos personatges (una boja fugida d'un manicomi, un criador de mofetes, representants de l'autoritat, una noble que condueix un Rolls Royce, Dédé-la-Terreur, monges, etc.) i són perseguits sense descans per la comissària Franquette.
Després de moltes aventures, els herois fugen en helicòpter cap a les assolellades costes d'Oceania.

## Repartiment
- Laura Martel : Sarah
- Jean-Pierre Mocky : Aurélien Brada
- Sophie Moyse : Yacinthe Jacob-Fontaine
- Louise Boisvert : Catherine Morange
- Luc Delhumeau : Graton, director de l'orfelinat
- Jean-Pierre Clami : la comissària Franquette
- Hélène Roussel : Blanche
- Tolsty : Carboni
- Charles Varel : Loupic
- Chadik Hniki : Lulu
- Guillaume Gatteau : Riri
- Jean-Paul Bonnaire : taxista
- Antoine Mayor : Eureka
- Dominique Zardi : Bouche
- Jean Abeillé : un client de l'hotel
- Jean-Claude Romer: el sàtir amb la pilota
- Michel Francini: el cap del CRS
- Gérard Sagroun: Peleles
- Pascal Bénezech: Gustave
- Anna Leroux: Sra. Graton
- Grégory Herpe: CRS
- Philippe Guinet: el majordom